# やまゆき (練習艦)
やまゆき（ローマ字：JS Yamayuki, TV-3519、DD-129）は、海上自衛隊の練習艦。はつゆき型護衛艦の8番艦。晩年は練習艦に種別変更され、しまゆき型練習艦の4番艦となった。艦名は「山に降る雪」即ち「山雪」に由来する。なお、艦艇名としては旧海軍通して初の命名である。
この「やまゆき」以降フォークランド紛争の戦訓（英駆逐艦シェフィールドの戦没）を踏まえ、上部構造物を全鋼化し、抗堪性の向上を図った関係上、排水量は基準で100t、満載で200t、増加している。さらに吃水が0.2m増加し、4.4mとなっている。
フィンスタビライザーについても、当初はイギリスのヴォスパー社製だったが、本艦装備分より三菱重工業でのライセンス生産に移行した。

## 艦歴
「やまゆき」は、中期業務見積もりに基づく昭和56年度計画2,900トン護衛艦2217号艦として、日立造船舞鶴工場で1983年2月25日に起工され、1984年7月10日に進水、1985年12月3日に就役し、第2護衛隊群に直轄艦として編入され呉に配備された。
1986年3月19日、第2護衛隊群隷下に第44護衛隊が新編され、同日付で就役した「まつゆき」とともに編入された。
1987年、遠洋練習航海に参加。
1988年、環太平洋合同演習 (RIMPAC) に参加。
1989年7月20日から7月27日まで護衛艦「まつゆき」と共に米海軍ミサイル巡洋艦「スタレット」等との日米士官候補生交歓訓練に参加する。
1991年6月13日から11月30日まで練習艦「かとり」、護衛艦「はつゆき」と共にヨーロッパ各地を回る遠洋練習航海に参加。
1992年、環太平洋合同演習(RIMPAC) に参加。
1993年10月から定期検査のため、三井造船玉野事業所に入渠。OQR-1 戦術曳航ソナー(TASS)を増備し、1994年3月中旬に完工。
1997年3月24日、隊番号の改正により第44護衛隊が第2護衛隊に改称。
1998年3月20日、第4護衛隊群第8護衛隊に編入。
2001年5月18日、呉地方隊第22護衛隊に編入。
2008年3月26日、自衛艦隊の大改編により第22護衛隊が第12護衛隊に改称され、護衛艦隊隷下に編成替え。
2011年3月11日に発生した東北地方太平洋沖地震による東日本大震災に際し、災害派遣される。
同年3月16日、第11護衛隊に編入され、定係港が呉から横須賀に転籍。
2016年4月27日、練習艦に種別変更され、艦籍番号がTV-3519に変更。練習艦隊第1練習隊に編入され、定係港が再び呉に転籍。
2019年10月、令和元年度自衛隊観艦式に受閲艦艇部隊第2群として参加するため、横須賀に移動していたが、令和元年東日本台風（台風19号）によって観艦式は中止となった。
2020年3月19日、除籍。総航程は801,550.3NM（地球32周相当）。艦内で使用されていた食器盤や操舵輪などは防衛省で初となるせり売りに出品された。

### 歴代艦長
| 代 | 氏名       | 在任期間              | 出身校・期              | 前職                             | 後職                             | 備考                 |
| -- | ---------- | --------------------- | ----------------------- | -------------------------------- | -------------------------------- | -------------------- |
| 01 | 高井 仁    | 1985.12.3 - 1987.2.27 | 防大7期                 | やまゆき艤装員長                 | 舞鶴地方総監部防衛部             |                      |
| 02 | 葛西信義   | 1987.2.28 - 1988.8.31 | 防大8期                 | 第1海上訓練指導隊付              | 大湊地方総監部管理部人事課       |                      |
| 03 | 沢田 明    | 1988.9.1 - 1990.3.22  | 防大12期                | 護衛艦隊司令部幕僚               | 海上自衛隊第1術科学校教官        |                      |
| 04 | 光安 壯    | 1990.3.23 - 1992.2.5  | 防大14期                | なつぐも艦長                     | 呉基地業務隊補充部付             |                      |
| 05 | 佐藤鉄夫   | 1992.2.6 - 1993.3.16  | 防大15期                | プログラム業務隊企画科長         | 舞鶴地方総監部管理部             |                      |
| 06 | 平岡孝雄   | 1993.3.17 - 1994.8.29 | 防大18期                | 海上幕僚監部防衛部運用課         | 統合幕僚学校入校                 |                      |
| 07 | 菊地英夫   | 1994.8.30 - 1996.3.21 | 防大19期                | 海上幕僚監部人事教育部人事課     | 海上自衛隊幹部学校付             |                      |
| 08 | 田中常夫   | 1996.3.22 - 1997.8.10 | 防大18期                | ゆうぐも艦長                     | うみぎり艦長                     |                      |
| 09 | 原口一之   | 1997.8.11 - 1999.7.11 |                         | 第1海上訓練指導隊船務科長        | しらせ副長                       |                      |
| 10 | 池田德宏   | 1999.7.12 - 2000.8.27 | 防大25期                | 統合幕僚会議事務局第5幕僚室      |                                  | 2000.1.1 1等海佐昇任 |
| 11 | 岩澤 明    | 2000.8.28 - 2001.8.9  | 防大24期                | 海上幕僚監部人事教育部教育課     | 海上幕僚監部調査部調査課         |                      |
| 12 | 水間貴勝   | 2001.8.10 - 2002.8.19 | 東京商船大院・ 36期幹候 | 海上幕僚監部人事教育部厚生課     | 海上自衛隊幹部学校付             |                      |
| 13 | 南 孝宜    | 2002.8.20 - 2003.9.7  | 防大29期                | 第1護衛隊群司令部幕僚            | 海上幕僚監部防衛部防衛課         |                      |
| 14 | 島村雄司   | 2003.9.8 - 2004.9.8   | 防大29期                | こんごう副長                     | 海上幕僚監部防衛部装備体系課     |                      |
| 15 | 小山敏彦   | 2004.9.9 - 2005.9.29  | 防大23期                | 自衛艦隊司令部幕僚               |                                  |                      |
| 16 | 吉川尚徳   | 2005.9.30 - 2006.9.7  | 防大32期                | 練習艦隊司令部幕僚               | 海上幕僚監部指揮通信情報部情報課 |                      |
| 17 | 森田哲哉   | 2006.9.8 - 2007.8.19  | 防大31期                | かしま副長                       | まきなみ艦長                     |                      |
| 18 | 新田 洋    | 2007.8.20 - 2008.7.30 | 防大36期                | おおなみ船務長 兼 副長           |                                  |                      |
| 19 | 中村譲介   | 2008.7.31 - 2009.8.19 | 防大34期                | 第2護衛隊群司令部幕僚            | 海上自衛隊幹部学校付             | 2009.7.1 1等海佐昇任 |
| 20 | 塩崎浩之   | 2009.8.20 - 2010.8.29 | 防大36期                | 第4護衛隊群司令部幕僚            | 海上幕僚監部防衛部装備体系課     |                      |
| 21 | 能勢 毅    | 2010.8.30 - 2011.7.25 |                         | むろと副長                       | 海上幕僚監部総務部総務課         |                      |
| 22 | 稲葉洋介   | 2011.7.26 - 2012.8.6  | 防大38期                | みょうこう船務長兼副長           | 海上自衛隊東京業務隊付           |                      |
| 23 | 小城尚徳   | 2012.8.7 - 2013.7.31  | 防大38期                | さみだれ船務長兼副長             | 保全監査隊副長                   |                      |
| 24 | 後藤正寛   | 2013.8.1 - 2014.8.4   | 防大39期                | あしがら砲雷長                   | 自衛艦隊司令部                   |                      |
| 25 | 川野邦彦   | 2014.8.5 - 2015.7.29  | 防大40期                | 指揮通信開発隊                   | 海上自衛隊幹部学校付             |                      |
| 26 | 阿部周一   | 2015.7.30 - 2016.8.3  | 防大40期                | 海上幕僚監部総務部総務課         | 海上自衛隊第1術科学校            |                      |
| 27 | 川﨑純一   | 2016.8.4 - 2017.8.3   |                         | 自衛艦隊司令部                   | 保全監査隊通信保全科長           |                      |
| 28 | 手塚真理子 | 2017.8.4 - 2018.8.9   | 防大42期                | あさぎり船務長                   | 海上自衛隊幹部学校付             | 女性艦長             |
| 29 | 鳥羽弘太郎 | 2018.8.10 - 2020.3.19 |                         | 佐世保海上訓練指導隊船務航海科長 | 自衛艦隊司令部幕僚               | 2019.1.1 2等海佐昇任 |

## ギャラリー

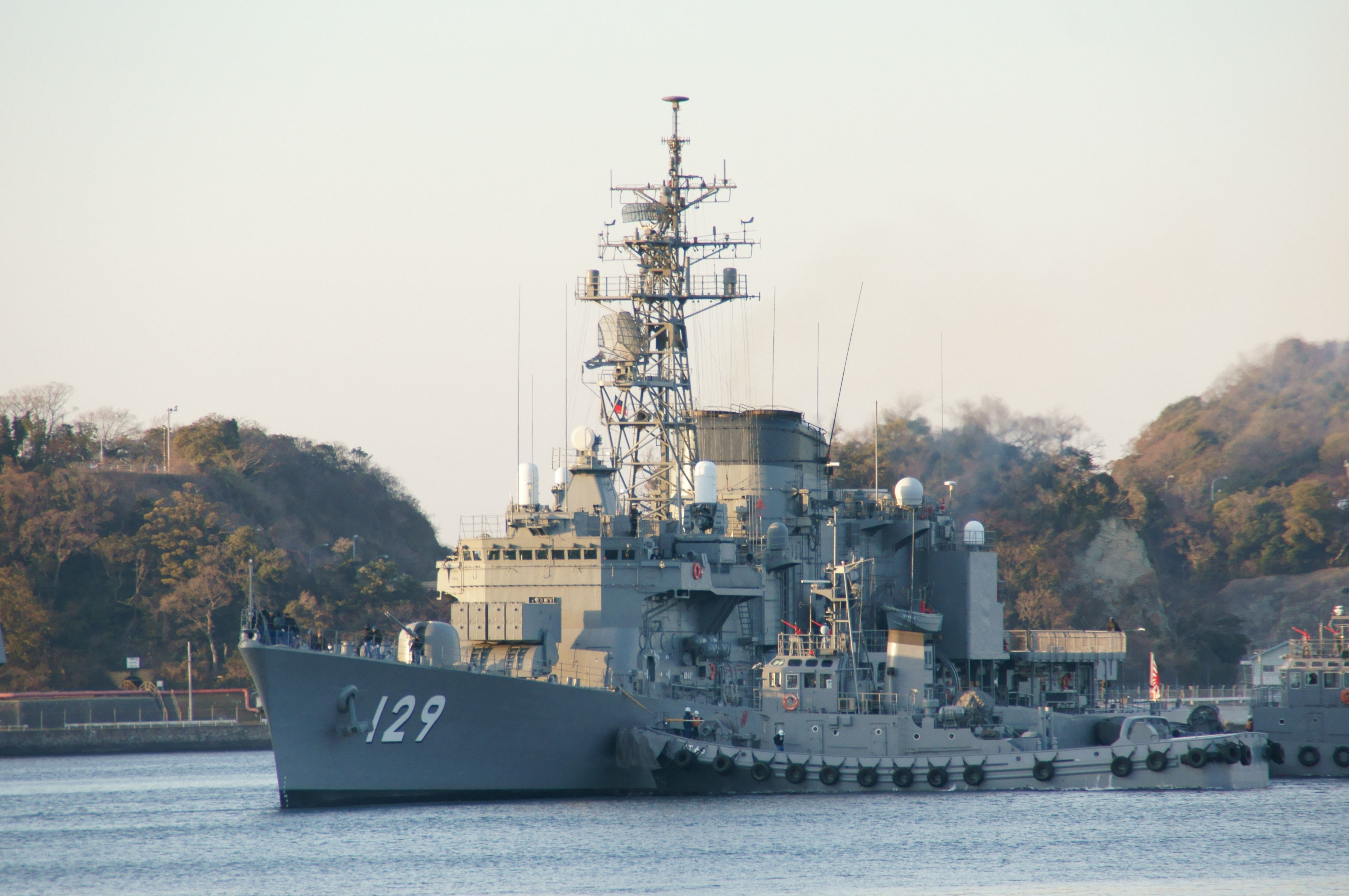
護衛艦当時の「やまゆき」（横須賀基地にて、2014年）
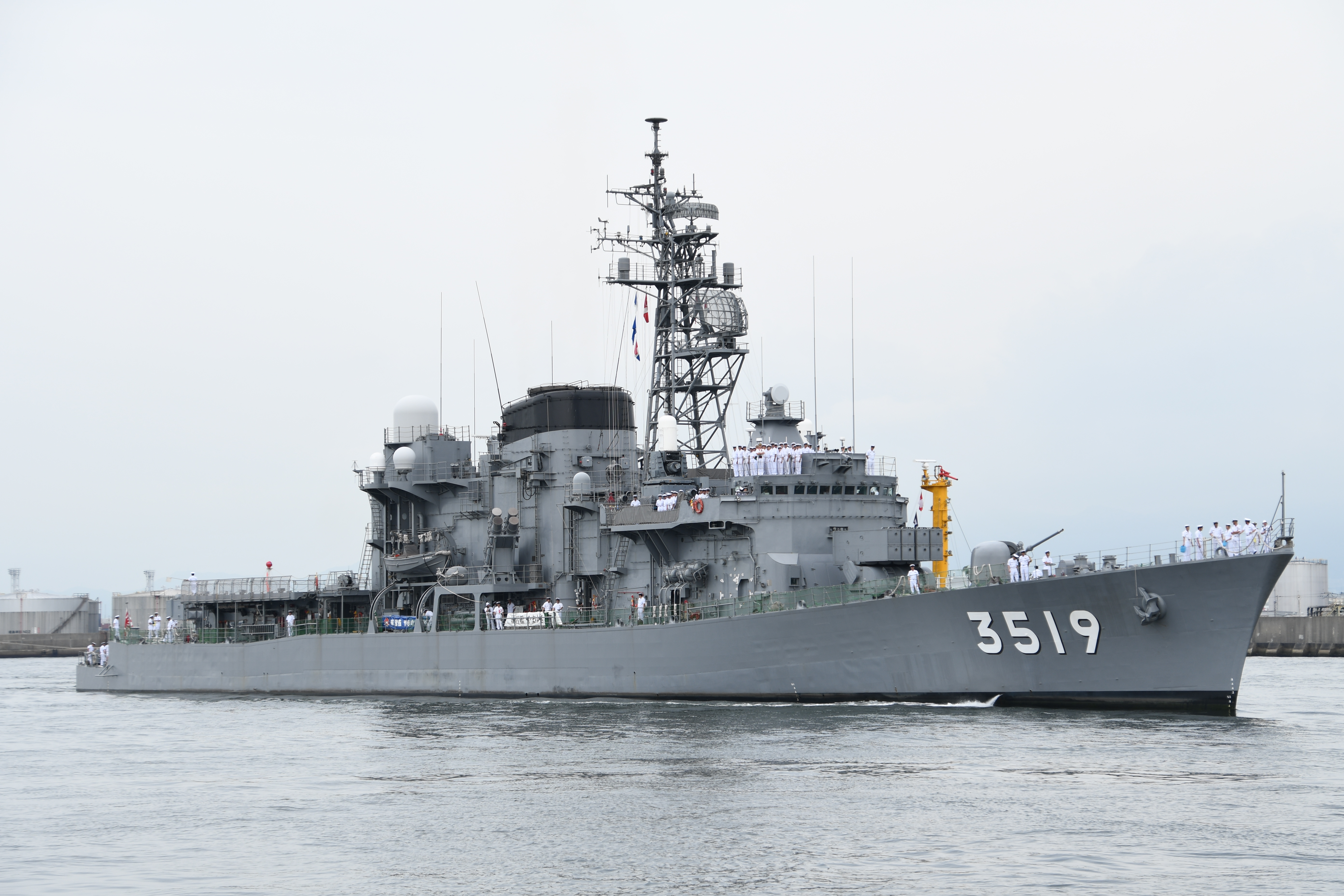
大阪港にて（2019年）
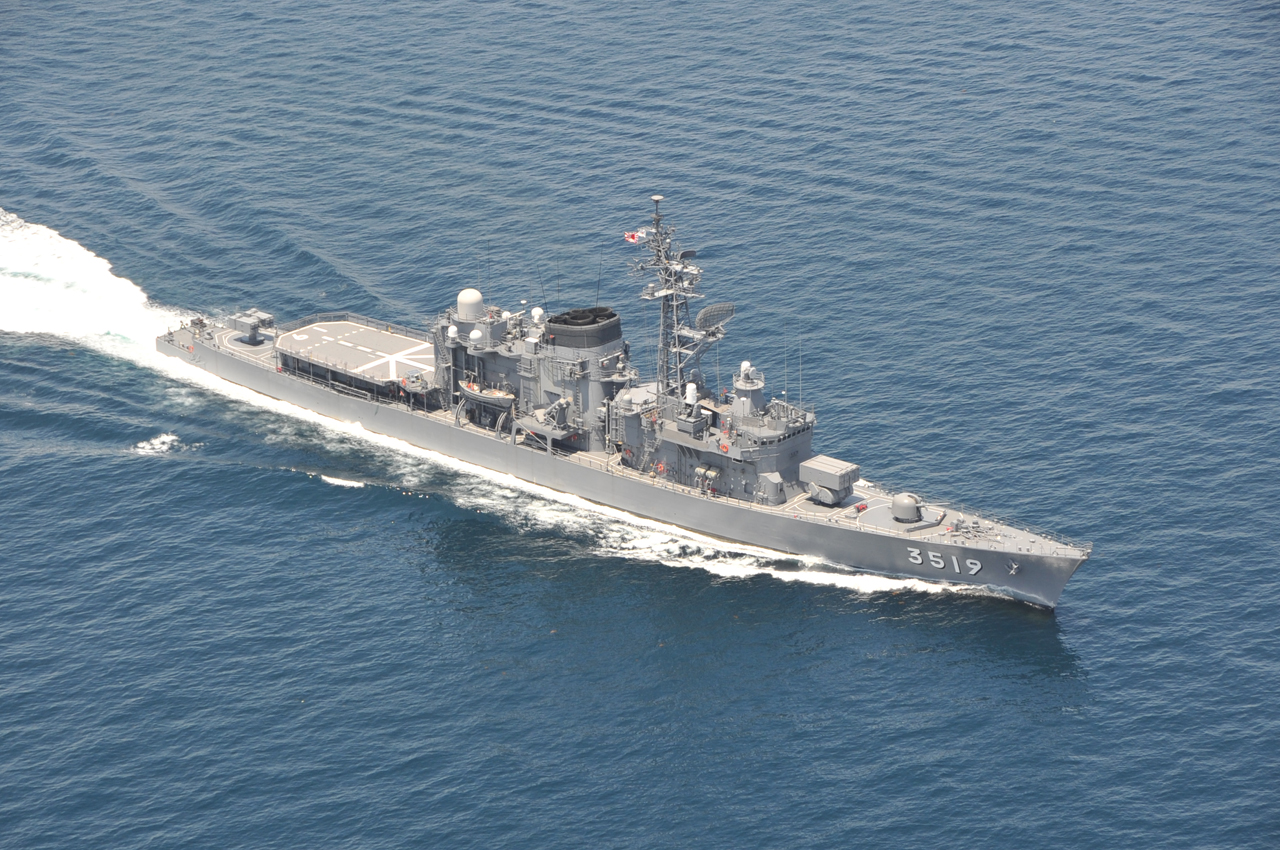
上方から見た「やまゆき」
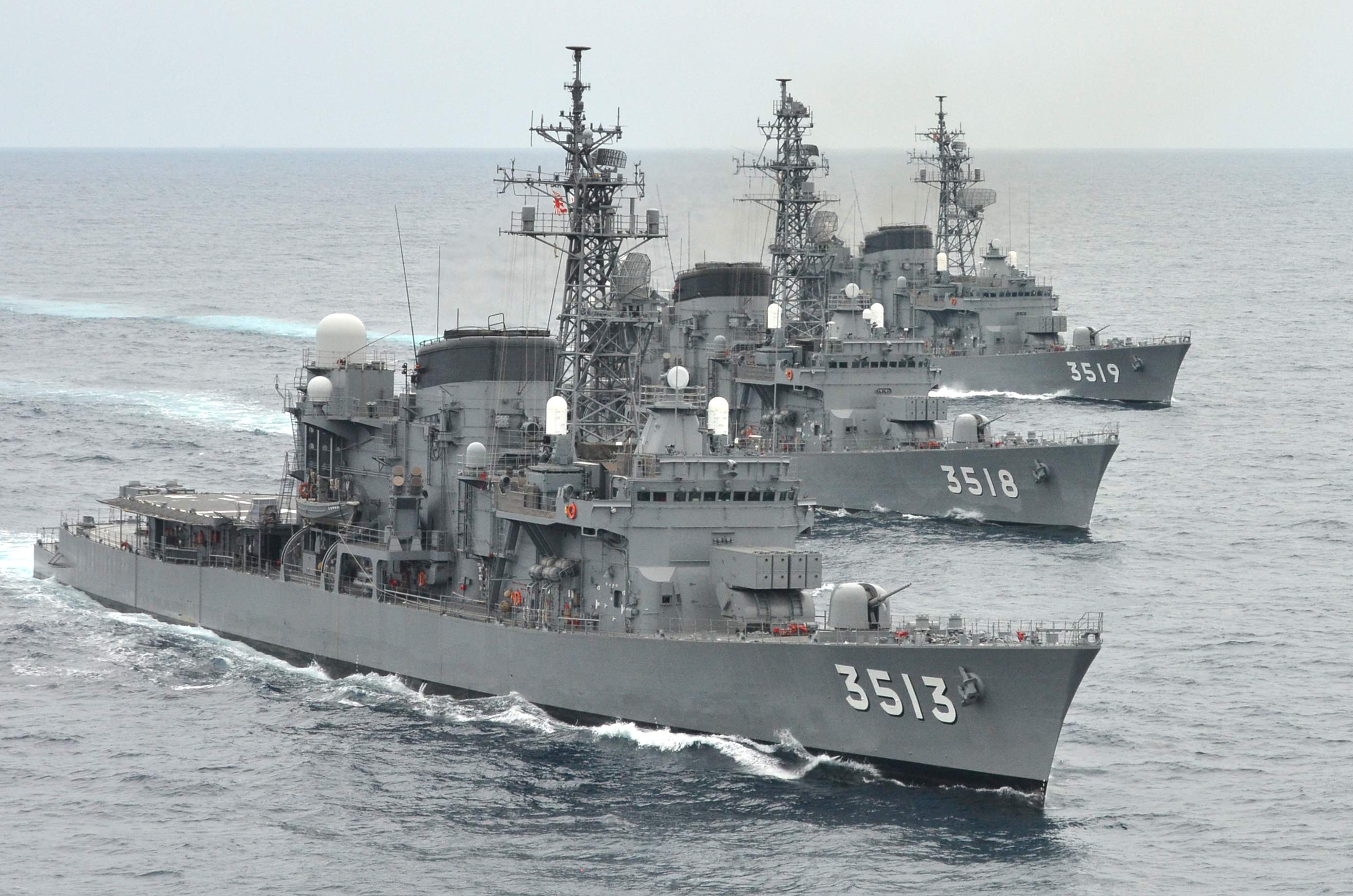
第1練習隊の3艦
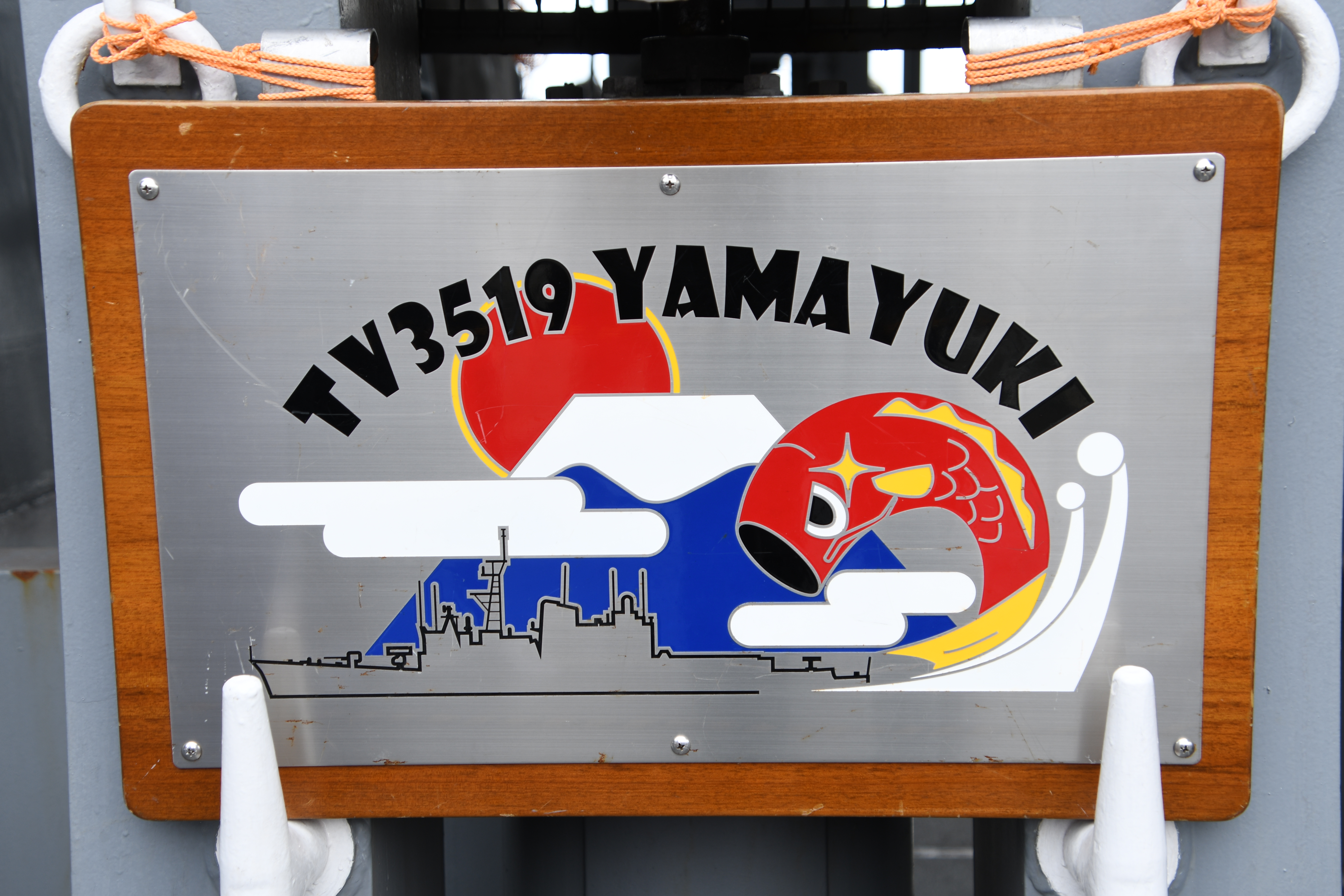
ロゴマーク
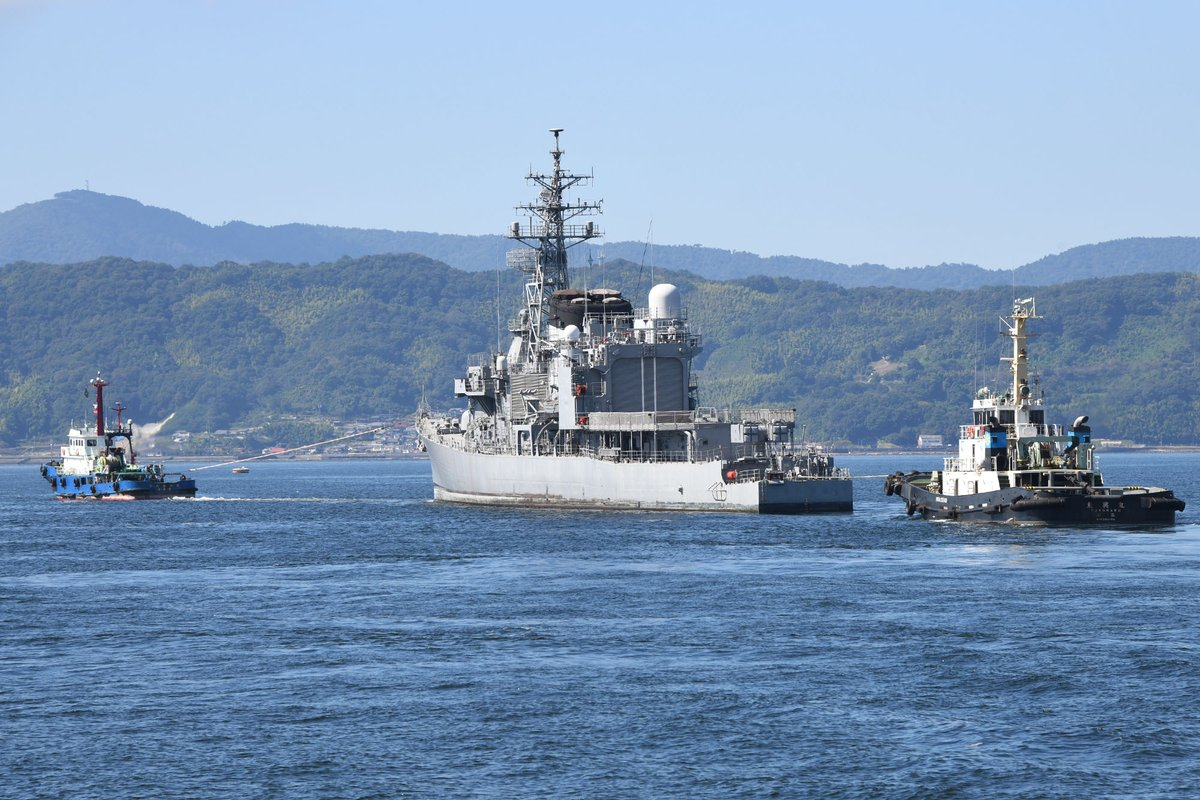
解体処分されるため呉港を後にする「やまゆき」（2021年10月15日）